# 全球开发者先锋大会
全球开发者先锋大会（英語：GLOBAL DEVELOPER CONFERENCE，也被简称为GDC大会）源自世界人工智能大会，主办方为上海市人工智能行业协会，至今已举办过三届，该展会参与者通常为人工智能产业链上下游的各大主体、软件/硬件开发者、投资机构等。

## 沿革
2023年2月，首届GDC大会成功召开，商汤科技等企业参展。2024年展开的2024全球开发者先锋大会吸引线下开发者3.56万人次，共有百余家投资机构参会，超200个项目参加路演，初创企业融资金额超十亿元人民币。
2025年2月22日，2025全球开发者先锋大会在上海举办，包括AI开发工具、多模态大模型、企业级服务以及开源生态等多个领域的技术提供商；Hugging Face、Linux社区、CSDN社区、阿里魔搭社区、微软开发者社区、AWSUG社区等开发者社区；宇树、特斯拉等人形機器人等厂商参与了本次GDC大会。上海表示，自2025年起GDC将一年举办两次。